# Rzekuń (gmina)
Rzekuń – gmina wiejska w województwie mazowieckim, w powiecie ostrołęckim. 
W latach 1921–1939 leżała w województwie białostockim, w powiecie ostrołęckim.
W latach 1975–1998 gmina położona była w województwie ostrołęckim.
Siedziba gminy to Rzekuń.
Według danych z 30 czerwca 2004 gminę zamieszkiwały 8902 osoby.

## Struktura powierzchni
Według danych z 2002 gmina Rzekuń ma obszar 135,5 km², w tym:
- użytki rolne: 65%
- użytki leśne: 28%

Gmina stanowi 6,45% powierzchni powiatu.
W 2018 roku powierzchnia gminy zmniejszyła się do 130,67 km².

## Demografia
Według Powszechnego Spisu Ludności z 1921 roku gminę zamieszkiwało 7.895 osób, 7.562 było wyznania rzymskokatolickiego, 36 prawosławnego, 12 ewangelickiego, 1 greckokatolickiego a 147 mojżeszowego. Jednocześnie 7.785 mieszkańców zadeklarowało polską przynależność narodową, 1 białoruską, 98 żydowską, 7 rosyjską, 3 francuską a 1 rusińską. Były tu 1.143 budynki mieszkalne.

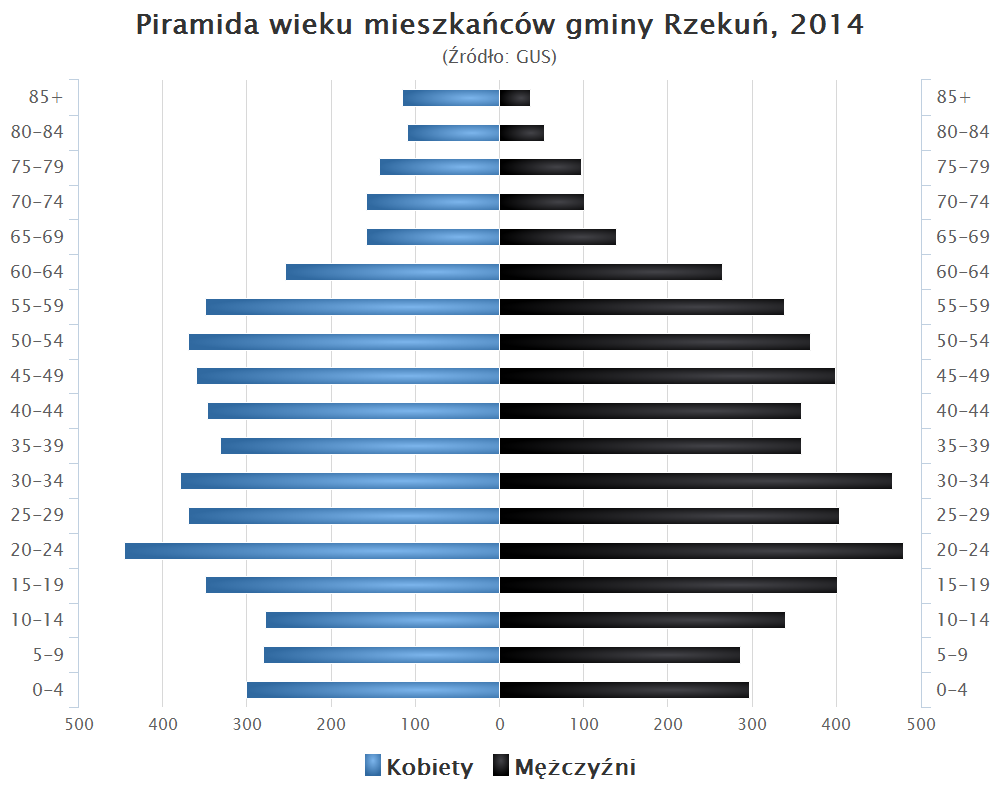
Piramida wieku mieszkańców gminy Rzekuń w 2014 roku

Dane z 30 czerwca 2004:
| Opis                              | Ogółem | Ogółem | Kobiety | Kobiety | Mężczyźni | Mężczyźni |
| --------------------------------- | ------ | ------ | ------- | ------- | --------- | --------- |
| Jednostka                         | osób   | %      | osób    | %       | osób      | %         |
| Populacja                         | 8902   | 100    | 4425    | 49,7    | 4477      | 50,3      |
| Gęstość zaludnienia [mieszk./km²] | 65,7   | 65,7   | 32,7    | 32,7    | 33        | 33        |

## Sołectwa
Miejscowości sołeckie
Borawe, Czarnowiec, Daniszewo, Drwęcz, Dzbenin, Goworki, Kamianka, Korczaki, Laskowiec, Ławy, Nowa Wieś Wschodnia, Przytuły Nowe, Przytuły Stare, Nowy Susk, Ołdaki, Rozwory, Rzekuń, Susk Stary, Teodorowo, Tobolice, Zabiele.
Miejscowości niesołeckie
Czarnowiec (osada leśna)

## Sąsiednie gminy
Czerwin, Goworowo, Lelis, Miastkowo, Młynarze, Olszewo-Borki, Ostrołęka, Troszyn